# Депортес Консепсион
Клуб де Депортес „Консепсион“, повече известен само като Депортес Консепсион (на испански: Deportes Concepción), е професионален футболен клуб в Консепсион, регион Биобио, Чили.
Основан е на 29 февруари 1966 г. Играе в чилийската втора дивизия. Най-големите успехи на тима са второто място в Примера Дивисион през 1975 г., финалът за Копа Чиле през 2010 г., двете шампионски титли във втора дивизия (1967 и 1994 г.) и полуфиналът за Копа КОНМЕБОЛ през 1999 г.

## История
През 1966 г. няколко малки аматьорски клуба решават да се обединят с цел създаване на отбор, който да бъде фактор не само на местно ниво, но и извън рамките на региона. Те получават подкрепата на известния по това време тим на Лорд Кокрейн, който дава на Депортес Консепсион всичките си футболисти и част от ръководството. Първоначално името на отбора е Депортес Консепсион Унидо, но през 1968 г. „Унидо“ отпада от названието.
Депортес Консепсион веднага се включва в първенството на втора дивизия и печели титла и промоция още през 1967 г. Без да постига значителни успехи, той се утвърждава в елита и остава там до 1981 г. През 1975 г. остава само на 2 точки от първото място. От 1980-те години насам отборът снове между първа и втора дивизия, играейки значително по-дълго в първа. През 1991 и 2001 г. Депортес Консепсион участва в турнира за Копа Либертадорес, като и двата пъти продължава след груповата фаза, но отпада на осминафинал. През 1999 г. постига най-големия си континентален успех, стигайки до полуфинал за Копа КОНМЕБОЛ, където губи от бъдещия носител на купата Тайерес от Аржентина. През 2010 г. губи с дузпи финала за Купата на Чили срещу Депортес Икике.

## Играчи
Известни бивши футболисти
- Вилмер Веласкес
- Висенте Кантаторе
- Емануел Ерера
- Освалдо Кастро
- Патрисио Алмендра

## Успехи
- Примера Дивисион:
  - вицешампион (1): 1975
- Примера Б:
  - шампион (2): 1967, 1994
  - вицешампион (2): 1984, 2004
- Копа Чиле:
  - финалист (1): 2010
- Копа КОНМЕБОЛ:
  - полуфиналист (1): 1999

## Рекорди
- Най-голяма победа:
  - за първенство: 7:1 срещу Сантяго Морнинг, 1976 г.; 6:0 срещу Естрея дел Мар, 2011 г.
- Най-голяма загуба:
  - за първенство: 7:0 срещу Универсидад де Чиле, 1987 г.
- Най-много мачове във всички турнири: Патрисио Алмендра – 269
- Най-много голове във всички турнири: Виктор Естай – 88